# Anna Tomowa-Sintow
Anna Tomowa-Sintow (búlgar: Анна Томова-Синтова)  (Stara Zagora, 22 de setembre de 1941) va ser una soprano búlgara. Estudià al Conservatori de Sofia i debutà el 1967 a l'Òpera de Leipzig. El 1972 cantà a Berlín i destacà per la seva interpretació de personatges operístics mozartians.
Va interpretar durant anys un repertori de Mozart, Rossini, Verdi, Puccini, Wagner, i Strauss, entre d'altres, i va actuar a les òperes més importants del món. Va mantenir una fructífera relació professional amb el director Herbert von Karajan entre 1973 i 1989.
Va ser considerada una extraordinària intèrpret de Mozart i Strauss. De les seves actuacions cal destacar-ne la interpretació a Simon Boccanegra, de Verdi.
Debutà al Gran Teatre del Liceu la temporada 1989/90 amb Simon Boccanegra, i ha tornat amb Un ballo in maschera (1990/91), un recital (1992/93), un concert amb obres de Strauss (1995/96), Salome (1998/99) i Turandot (1999/2000).